# Тест-драйв
Тест-драйв (англ. test drive — пробная поездка) — поездка на автомобиле для оценки его ходовых качеств и общих потребительских свойств. Тест-драйв обычно проводится журналистами для автомобильных изданий или водителями-испытателями (тест-пилотами) для автомобильных компаний. В частных целях тест драйв предоставляется автосалонами, как бесплатная услуга, для того, чтобы покупатель мог оценить все качества товара.
Первые тест-драйвы новых автомобилей проводятся популярными автомобильными журналами и независимыми представителями (не клиентами). Также тест-драйв автомобилей обычно доступен у автомобильных дилеров или производителей и позволяет потенциальным клиентам определить пригодность транспортного средства их потребностям и стилю вождения. Тест-драйв также может быть осуществлён перед ремонтом транспортного средства, для его диагностики или после ремонтных работ для проверки качества ремонта.
В более широком смысле, термин тест-драйв может быть использован как тестирование товаров, таких как компьютерная программа, технологический процесс, одежда и обувь, продукты питания и т. д. Также термином тест-драйв обозначают печатные и видеоматериалы, в которых проводится обзор автомобиля, спортивной и иной техники и различной бытовой техники.

## Условия проведения тест драйва в автосалоне
- Паспорт
- Водительское удостоверение
- Светлое время суток.[1]
- Иногда требуется предварительная запись по телефону или через Интернет

Обычно услуга тест драйва доступна каждому, кто имеет водительское удостоверение, то есть с 18 лет, но некоторые автосалоны могут устанавливать ограничения по возрасту (например от 21 года) и/или по стажу вождения (от 3 лет).

## Особенности проведения тест драйва в автосалоне
- Тест-драйв — бесплатная услуга
- Тест-драйв проводится по заранее оговоренному маршруту
- В машине вместе с клиентом обычно едет сотрудник автосалона
- В случае ДТП все расходы несёт автосалон или страховая компания